# Diagramă Schlegel

Exemple colorate în funcție de numărul de laturi ale fiecărei fețe. Triunghiurile cu galben, pătratele cu roșu și pentagoanele cu verde

Un tesseract proiectat în 3-spațiu ca o diagramă Schlegel. Există 8 celule cubice vizibile: celula exterioară în care sunt proiectate celelalte, una sub fiecare dintre cele șase fețe exterioare și una în centru

În geometrie, o diagramă Schlegel este o proiecție a unui politop din {\textstyle \mathbb {R} ^{d}} în {\textstyle \mathbb {R} ^{d-1}} dintr-un punct din exteriorul fațetelor sale. Entitatea rezultată este o subdiviziune politopică a fațetei din {\textstyle \mathbb {R} ^{d-1}} care, împreună cu fațeta originală, este echivalentă combinatoric cu politopul inițial. Diagrama este numită după Victor Schlegel, care în 1886 a introdus acest instrument pentru studierea proprietăților combinatorii și topologice ale politopurilor. În 3 dimensiuni o diagramă Schlegel este o proiecție a unui poliedru într-o figură plană; în 4 dimensiuni este o proiecție a unui 4-politop în spațiul tridimensional. De aceea diagramele Schlegel sunt utilizate în mod obișnuit ca mijloc de vizualizare a politopurilor din spațiul 4-dimensional.

## Construcție
Cea mai elementară diagramă Schlegel, cea a unui poliedru, a fost descrisă de Duncan Sommerville după cum urmează:
„O metodă foarte utilă de reprezentare a unui poliedru convex este prin proiecție plană. Dacă este proiectat din orice punct extern, deoarece fiecare rază îl taie de două ori, va fi reprezentată printr-o zonă poligonală împărțită de două ori în poligoane. Este întotdeauna posibil prin alegerea adecvată a centrului de proiecție ca proiecția unei fețe să conțină complet proiecțiile tuturor celorlalte fețe. Aceasta se numește diagrama Schlegel a poliedrului. Diagrama Schlegel reprezintă complet morfologia poliedrului. Uneori este convenabil să fie proiectat poliedrul dintr-un vârf; acest vârf este proiectat la infinit și nu apare în diagramă, muchiile prin el sunt reprezentate prin linii trasate spre exterior.”
Sommerville consideră, de asemenea, cazul unui simplex în patru dimensiuni: „Diagrama Schlegel a simplexului în S4 este un tetraedru împărțit în patru tetraedri.” Mai general, un politop n-dimensional are o diagramă Schegel construită de o proiecție în perspectivă privită dintr-un punct din afara politopului, deasupra centrului unei fațete. Toate vârfurile și laturile politopului sunt proiectate pe un hiperplan al acelei fațete. Dacă politopul este convex, va exista un punct din apropierea fațetei care aplică fațeta spre exteriorul preoiecției și toate celelalte fațete spre interiorul fațetei, astfel încât în proiecție să nu existe intersecții ale laturilor.

## Exemple
| Dodecaedru                  | 120-celule                          |
| --------------------------- | ----------------------------------- |
| 12 fețe pentagonale în plan | 120 celule dodecaedrice în 3-spațiu |